# درگزین (همدان)
درگزین، روستایی در دهستان درگزین سفلی بخش مرکزی شهرستان درگزین در استان همدان ایران است. این روستا، مرکز دهستان درگزین سفلی است.

## جمعیت
بر پایه سرشماری عمومی نفوس و مسکن در سال ۱۳۹۵، جمعیت روستای درگزین برابر با ۱٬۳۳۱ نفر (۴۰۶ خانوار) بوده‌است. مردمانش به زبان ترکی آذربایجانی سخن می‌گویند.آثار تاریخی این روستا، شامل امامزاده اظهر با قدمت 700 ساله و حمام تاریخی با قدمت 150 ساله است.